# Nofollow
Nofollow is een waarde die kan worden toegekend aan het rel-attribuut van een a-element in HTML om een zoekmachine te laten zien dat deze hyperlink niet moet worden meegewogen in de index van de zoekmachine. Het is vooral bedoeld om de effectiviteit van zoekmachinespam tegen te gaan.

## Ontstaan Nofollow tag
In 2005 stelden Matt Cutts van Google en Jason Shellen van Blogger de nofollow tag voor, omdat op blogs veelvuldig werd gereageerd met een link, om zodoende een verwijzing naar een website te verkrijgen. Met een nofollow tag wordt deze situatie verholpen.
Zoekmachine Google hecht geen waarde aan links met een nofollow tag.

## Voorbeeld
<a href="http://www.example.org/" rel="nofollow">Tekst van de link</a>